# 파타고니아

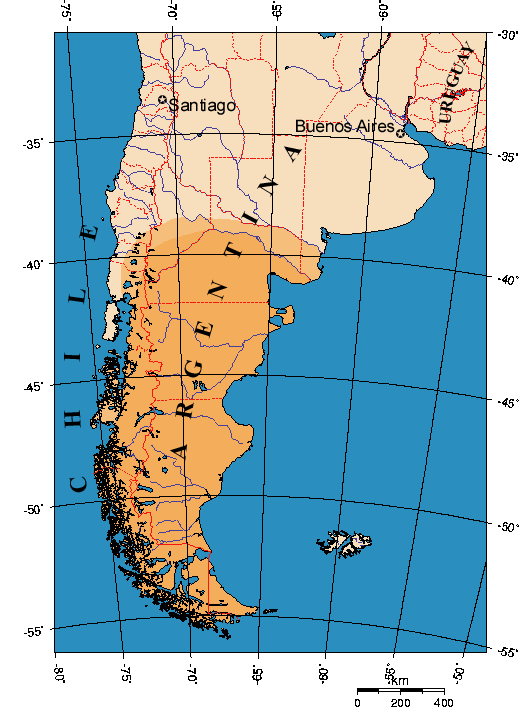
파타고니아 (주황색)

파타고니아(스페인어: Patagoña→Patagonia, 포르투갈어: Patagónia, 문화어: 빠따고니아)는 남아메리카의 최남부를 포함한 지리적 영역이다. 남위 40도 부근을 흐르는 네그로 강 이남 지역을 말한다. 아르헨티나와 칠레의 양국에 걸쳐 있으며, 서쪽에서 남쪽으로는 안데스산맥, 동쪽으로는 고원과 낮은 평원을 포함한다. 파타고니아라는 명칭은 마젤란과 그의 원정대가 거인족이라고 묘사했던 원주민들을 가리키는 파타곤(patagón)이라는 말에서 비롯됐다. 당시 묘사된 파타곤(patagón)이란 평균 키가 1.60m었던 스페인 사람에 견주어 평균 키가 1.80m인 장신족 떼우엘체 족이었던 것으로 추정된다.

## 기후
연중 기온은 낮고, 바람이 세다. 이 거센 바람의 힘은 파타고니아의 대명사이기도 하다. 최대 풍속이 60m/s를 넘는 일도 드물지 않아서(사람은 40m/s를 넘으면 날아가는 일도 있다.) 영국 탐험가 에릭 시프턴(Eric Shipton)은 이곳을 '폭풍우의 대지'라 불렀다.
남서쪽에서 거센 편서풍이 안데스산맥에 부딪치기 때문에 칠레쪽은 비교적 비가 많다. 연간 강수량은 5,000mm를 넘는 것으로 알려지며, 이 지역에 형성된 대규모 빙하는 많은 양의 비로 인한 것이다.

## 지형
지형은 안데스산맥을 경계로 아르헨티나 쪽과 칠레 쪽이 서로 크게 다르다. 칠레 쪽은 빙하기 시대에 만들어진 빙하가 생성한 대규모 피오르드가 펼쳐진다. 아르헨티나 쪽의 북부 콜로라도 강과 네그로 강 사이의 지역에는 초원이 펼쳐져 있고, 농경도 이루어지고 있다. 아르헨티나 쪽 남부는 메마른 사막이 있다.
파타고니아의 특징은 빙하이다. 크고 작은 빙하가 50개 이상이 있으며, 그 크기는 남극-그린란드에 이어 양이 많다. 파타고니아 빙하는 온난 빙하에 속하며 안데스산맥에 내리는 많은 비가 빙하를 만든다. 이 지역의 빙하는 매우 빠르게 순환한다. 여름과 겨울의 이동 속도는 서로 다르지만, 연간 평균 100m에서 200m 사이의 속도로 움직인다. 페리트모레노 빙하를 시작으로 빙하붕괴현상을 관찰하기 쉬운 것도 빙하가 바뀌는

## 행정 구역
아르헨티나령 파타고니아는 네우켄주, 리오네그로 주, 부에노스아이레스주, 추부트주, 산타크루스 주, 티에라델푸에고주가 속한다. 칠레령 파타고니아는 로스라고스 주, 아이센델헤네랄카를로스이바녜스델캄포 주, 마가야네스 이 안타르티카칠레나 주가 속한다.

## 사진

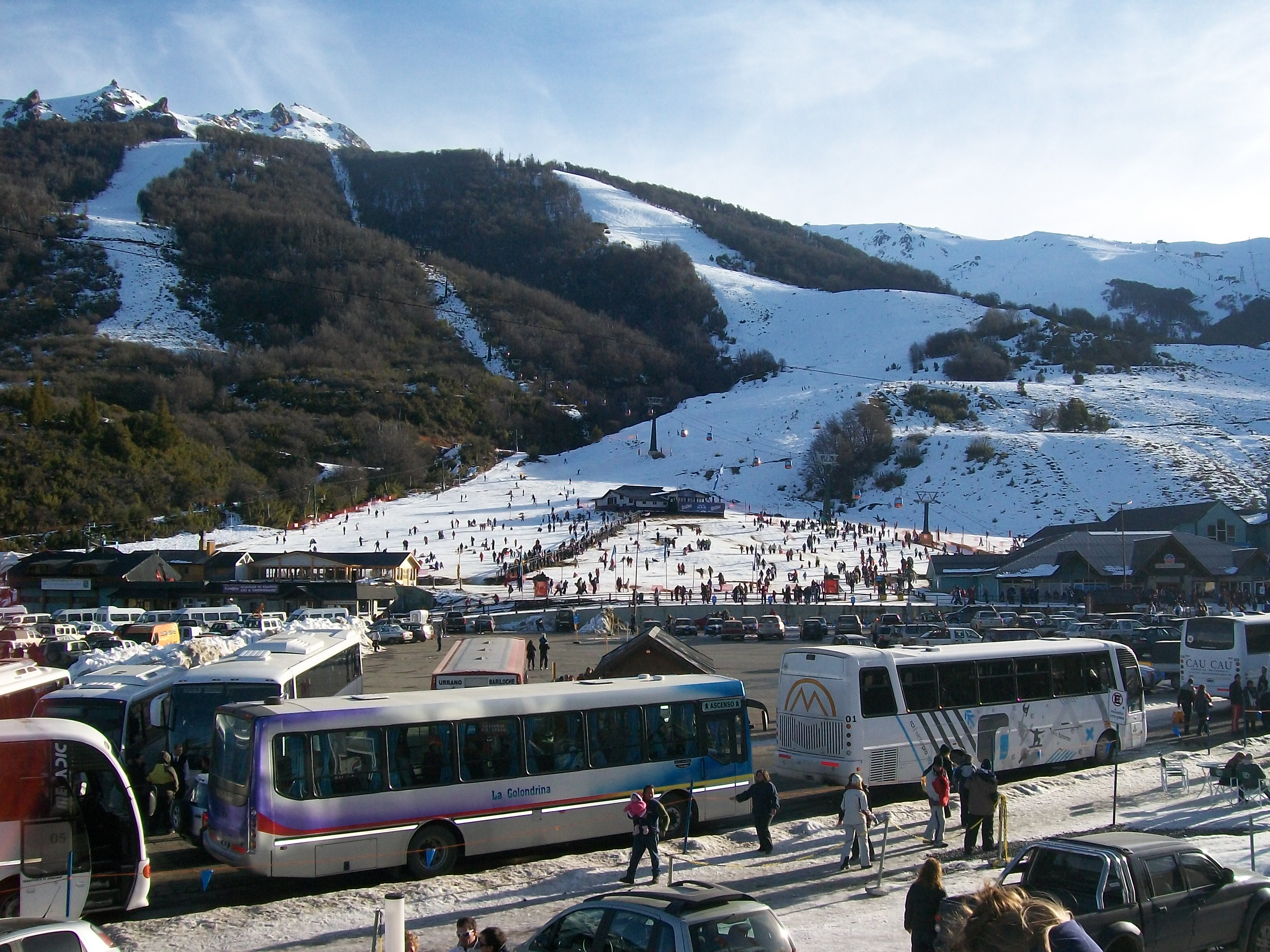
산카를로스데바릴로체
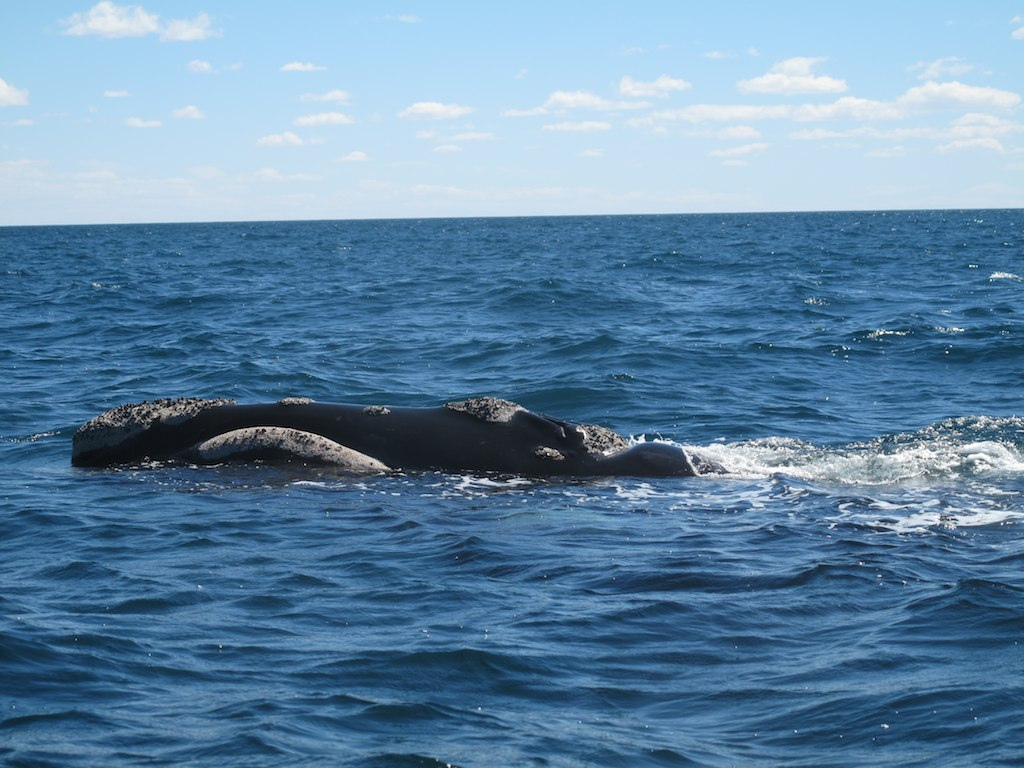
발데스반도
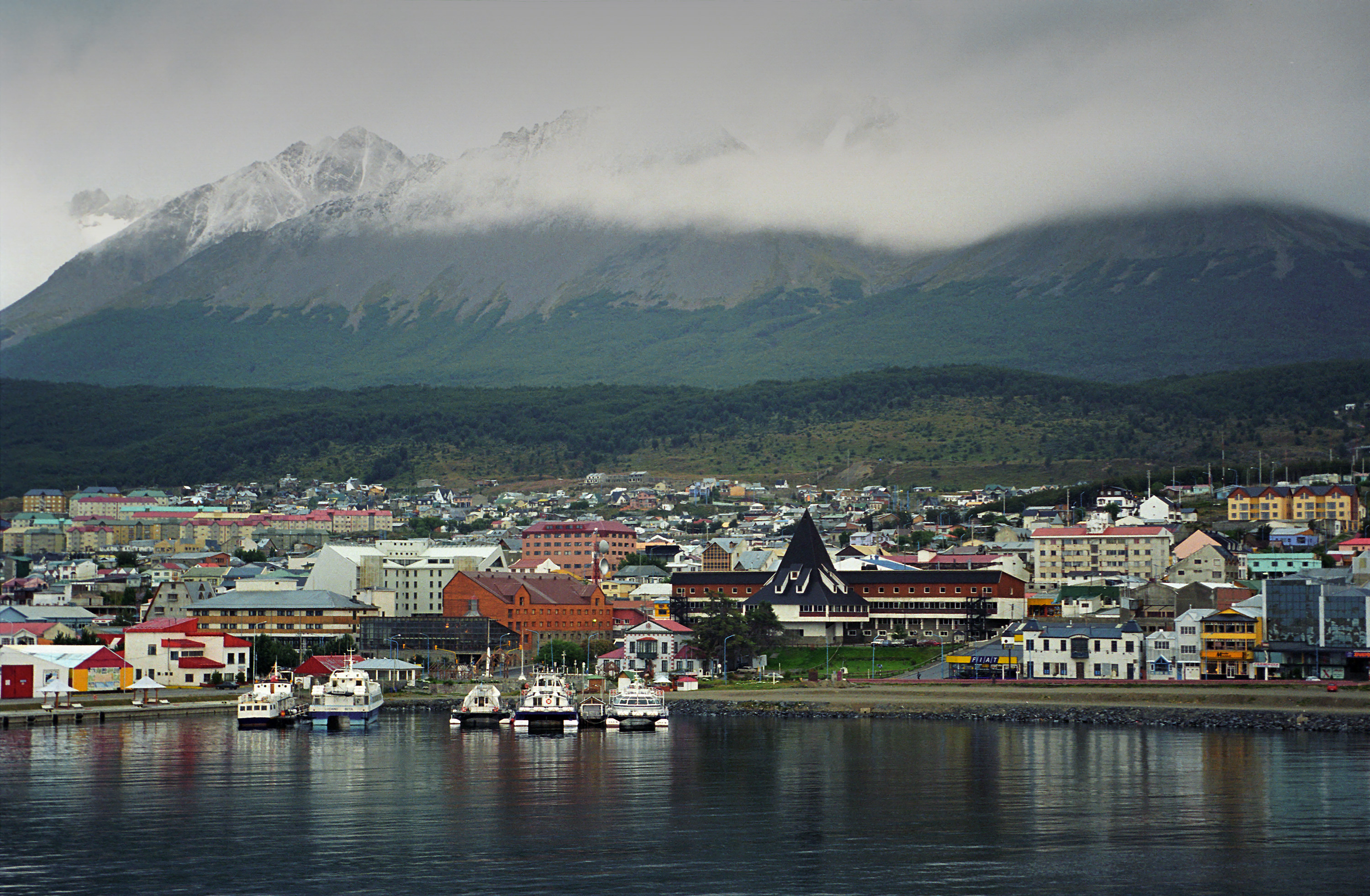
우수아이아
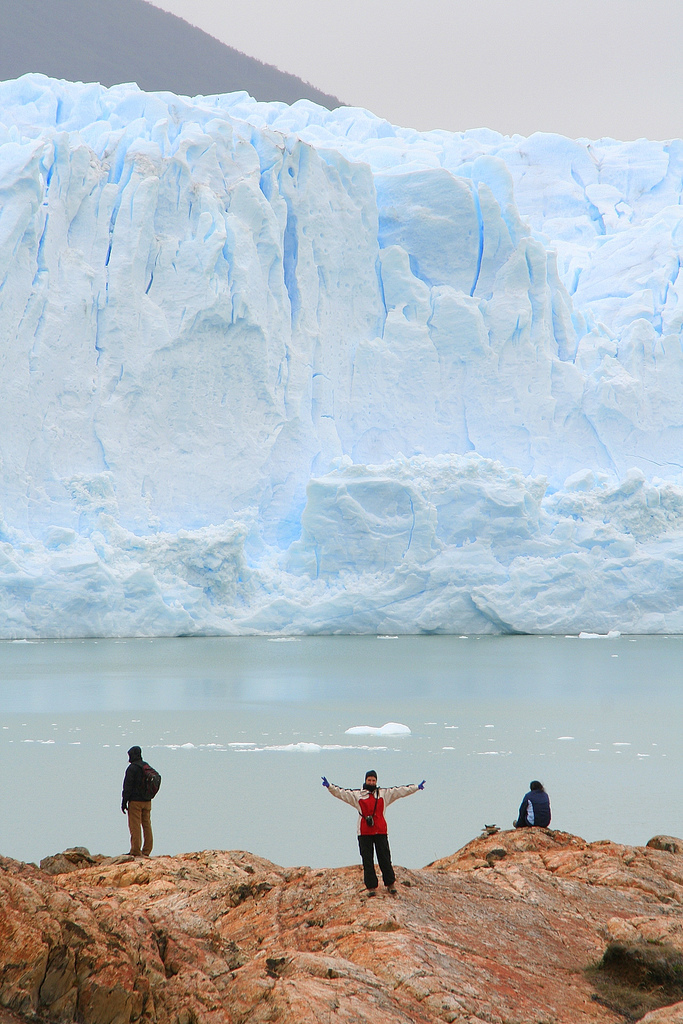

## 기타
파타고니아 캐비의 서식지다. 브루스 채트윈이 이 땅을 여행한 체험에 근거해 쓴 소설 파타고니아(Patagonia, 1977년)도 기행문의 명작으로 알려져 있다.

## 미디어
- KBS 1TV : 《걸어서 세계속으로》

## 같이 보기
- 라닌산
- 로스글라시아레스 국립공원
- 허드슨 화산
- 코노 수르
- 빙하 공화국